# Alfalfa County Courthouse
Das Alfalfa County Courthouse ist das Courthouse des Alfalfa County in Cherokee, Oklahoma.
Das Gebäude wurde 1921 durch das Architekturbüro Tonini & Bramblet entworfen und gebaut. Seitdem dient es als Verwaltungssitz des Alfalfa County. Es hat drei Stockwerke und ist von rechtwinkliger Form. Das erste und zweite Stockwerk trägt an der Frontfassade vier Säulen Toskanischer Ordnung, an den anderen drei Seiten sind es Wandpfeiler dieser Säulenordnung. Weniger prachtvoll angelegt als andere öffentliche Gebäude von Tonini & Bramblet, besticht das Alfalfa County Courthouse durch klare Linienführung und neoklassizistische Details. Am 23. August 1984 wurde das Gebäude als Baudenkmal in das National Register of Historic Places aufgenommen.